# MROテレポート6
『MROテレポート6』（エムアールオー テレポートシックス）は、北陸放送（MROテレビ）で平日夕方に放送されていたローカルニュース番組である。

## 概要
1976年10月4日に放送を開始した、北陸地方のローカルニュースの草分け的な存在である。1985年9月27日までは、当時提携関係のあった地元紙北國新聞の協力で放送。一時期は日曜日にも平日と同様に30分間放送されていた。
1990年4月2日からはTBS発の全国ニュースが『JNNニュースの森』になり、開始時刻が18時になったのに伴い、『MROニュースランド』がスタート（月曜日 - 金曜日 17:55 - 19:00、2000年3月31日終了）。冒頭5分間で全国および石川県内のニュースサマリーを放送し、残り1時間の中に『ニュースの森』とこの『テレポート6』を内包するという編成であった。この期間の正式タイトルは『MROニュースランド テレポート6』であった。
番組は2003年3月28日放送分をもって終了し、27年の歴史に幕を下ろした。後番組は『MRO NEWS ON 6』。
北陸放送が発行した社史『地域とともに四半世紀 北陸放送二十五年史』には、『テレポート6』開始当初のスタジオセットの写真が掲載されている。『情報ロック レオスタ』2012年1月20日放送分で『テレポート6』の初代キャスターを務めていた岩岸吉幸の訃報が伝えられた際に、『テレポート6』初回のVTRが放送された。
なおオープニングテーマ曲は、『（北國新聞）MROニュース』のテーマソングとしても使われていた。

## 歴代キャスター
- 岩岸吉幸（初代）[2]
- 辰巳平一（土曜→平日。後に『MROニュースランナー』→『総力報道!THE NEWS MRO』で同時間帯へ再登板）[3]
- 寺本良之（週末）
- 長田哲也（週末→平日。1990年-2003年）
- 藤田直子
- 上坂典子
- 金原ゆかり（共演していた長田と後年結婚）
- 河内孝博
- 財目かおり
- 綿谷尚子
- 川崎華菜子（末期の月・火曜、MRO記者）
- 近藤淳子（末期の水-金曜）
- 笹原忠義（末期の土曜。後番組『MRO NEWS ON 6』も続投）
- 橘俊江（同上）

## 放送時間の変遷
| 期間      | 期間      | 放送時間 （日本時間） | 放送時間 （日本時間） | 放送時間 （日本時間） |
| 期間      | 期間      | 月曜日 - 金曜日       | 土曜日                | 日曜日                |
| --------- | --------- | --------------------- | --------------------- | --------------------- |
| 1976.10.4 | 1985.9.27 | 18:00 - 18:30（30分） | （放送無し）          | （放送無し）          |
| 1985.9.30 | 1988.4.2  | 18:00 - 18:30（30分） | 17:30 - 18:00（30分） | （放送無し）          |
| 1988.4.4  | 1990.4.1  | 18:00 - 18:30（30分） | 17:30 - 18:00（30分） | 17:00 - 17:30（30分） |
| 1990.4.2  | 1993.4.4  | 18:30 - 19:00（30分） | 17:30 - 18:00（30分） | 17:00 - 17:30（30分） |
| 1993.4.5  | 2000.3.31 | 18:30 - 19:00（30分） | 18:00 - 18:30（30分） | 17:50 - 18:00（10分） |
| 2000.4.1  | 2002.3.24 | 18:23 - 19:00（37分） | 18:00 - 18:30（30分） | 17:20 - 17:30（10分） |
| 2002.3.25 | 2003.3.30 | 18:19 - 18:55（36分） | 18:00 - 18:30（30分） | 17:20 - 17:30（10分） |

前述のとおり、1990年4月2日から2000年3月31日までは『MROニュースランド テレポート6』として放送。